# Campionat Europeu de Salts de 2013 – 1 metre trampolí femení
La prova del 1 metre trampolí femení dels Campionat Europeu de Salts de 2013 es va disputar el dia 21 de juny amb una ronda preliminar i una ronda final.

## Resultats
La ronda preliminar es va disputar a les 09:00 i la final a les 14:30.
En verd els finalistes 
| Posició | Saltadora           | País          | Preliminar | Preliminar | Final     | Final   |
| Posició | Saltadora           | País          | Punts      | Posició    | Punts     | Posició |
| ------- | ------------------- | ------------- | ---------- | ---------- | --------- | ------- |
| 1       | Tania Cagnotto      | Itàlia        | 276.10     | 1          | 301.20    | 1       |
| 2       | Nadezhda Bazhina    | Rússia        | 261.30     | 2          | 274.35    | 2       |
| 3       | Maria Polyakova     | Rússia        | 244.40     | 5          | 273.90    | 3       |
| 4       | Olena Fedorova      | Ucraïna       | 244.20     | 6          | 267.00    | 4       |
| 5       | Anastasiia Nedobiga | Ucraïna       | 237.70     | 7          | 261.80    | 5       |
| 6       | Maria Marconi       | Itàlia        | 253.30     | 4          | 261.15    | 6       |
| 7       | Tina Punzel         | Alemanya      | 226.35     | 11         | 258.95    | 7       |
| 8       | Rebecca Gallantree  | Regne Unit    | 235.45     | 9          | 248.40    | 8       |
| 9       | Inge Jansen         | Països Baixos | 236.05     | 8          | 231.75    | 9       |
| 10      | Sophie Somloi       | Àustria       | 230.10     | 10         | 228.20    | 10      |
| 11      | Alicia Blagg        | Regne Unit    | 259.60     | 3          | 227.30    | 11      |
| 12      | Maxine Eouzan       | França        | 221.95     | 12         | 214.05    | 12      |
| 16.5    | H09.5               |               |            |            | 00:55.635 | O       |
| 13      | Celine van Duijn    | Països Baixos | 220.20     | 13         |           |         |
| 14      | Fanny Bouvet        | França        | 217.45     | 14         |           |         |
| 15      | Tiia Kivela         | Finlàndia     | 215.25     | 15         |           |         |
| 16      | Taina Karvonen      | Finlàndia     | 211.05     | 16         |           |         |
| 17      | Daniella Nero       | Suècia        | 207.50     | 17         |           |         |
| 18      | Friederike Freyer   | Regne Unit    | 205.55     | 18         |           |         |
| 19      | Alena Khamulkina    | Belarús       | 204.85     | 19         |           |         |
| 20      | Patrycja Pyrzak     | Polònia       | 173.55     | 20         |           |         |
| 21      | Anna Bogyay         | Hongria       | 168.00     | 21         |           |         |